# Jacques Ozanam
Jacques Ozanam (Sainte-Olive, 16 giugno 1640 – Parigi, 3 aprile 1718) è stato un matematico francese. Egli è noto soprattutto come autore di vari testi di matematica e in particolare di tavole trigonometriche, di un dizionario di matematica e di un'opera sulla matematica ricreativa.

## Biografia
Jacques Ozanam nacque a Sainte-Olive, Ain, Francia da una ricca famiglia di possidenti terrieri, convertita dall'ebraismo al cattolicesimo. Tre i suoi discendenti vi fu Frédéric Antoine Ozanam, beatificato nel 1997. 
Sebbene il padre spingesse lui secondogenito verso la carriera ecclesiastica, egli era molto più attratto dalle scienze e dalla matematica che si indusse a studiare da autodidatta. A 15 anni egli fu in grado di scrivere un trattato di matematica, ma il padre lo indusse a iscriversi a corsi di teologia, malgrado la sua poca propensione per la vita sacerdotale. Dopo quattro anni di studi teologici il padre morì ed egli tornò agli studi scientifici. Egli inoltre decise di dare lezioni private gratuite di matematica, cosa che inizio` a fare a Lione. Successivamente, poiché l'intera proprietà della famiglia passò al fratello maggiore, fu costretto ed abbassare il suo tenore di vita e, seppur con riluttanza, ad accettare denaro per le sue lezioni.
Nel 1670, pubblicò delle tavole trigonometriche e logaritmiche più accurate di quelle già pubblicate da Adriaan Vlacq, Bartholomaeus Pitiscus, e Henry Briggs. Un atto di gentilezza nel prestare denaro a due stranieri, gli assicurò l'attenzione di M. d'Aguesseau, amico dei due e padre del cancelliere di Francia; di conseguenza il cancelliere lo invito` a stabilirsi a Parigi dove poté dare lezioni private di matematica, soprattutto ad allievi stranieri, dietro buoni compensi. Dopo un periodo di vita agiata, si sposò ed ebbe una famiglia numerosa, cosa che lo indusse ad una vita più parsimoniosa.
Le sue pubblicazioni matematiche furono numerose e ben accolte; in particolare furono successi editoriali Dictionnaire mathématique, i cinque volumi del Cours de mathématiques e Récréations mathématiques et physiques; il manoscritto intitolato Les six livres de l'Arithmétique de Diophante augmentés et reduits à la spécieuse ricevette encomi da Leibnitz. Récréations mathématiques et physiques ebbe successo anche nella traduzione in inglese e ancor oggi è ben conosciuto. Nel 1701 Ozanam fu eletto membro dell'Académie Royale des Sciences, ora Académie des sciences.
La morte della moglie lo gettò in una profonda depressione e la perdita degli allevi stranieri a causa della Guerra di successione spagnola, lo ridusse in povertà. Morì a Parigi il 3 aprile 1718 (spesso viene riportato scorrettamente il 3 aprile 1717 poiché così afferma Fontenelle nell'Elogio che fece di Ozanam nelle Memoires de l'Académie Royale des sciences del 1717).
Ozanam fu onorato più all'estero che in patria , fu caritatevole, devoto, coraggioso e di fede semplice. Da giovane vinse la passione per il gioco d'azzardo. Era solito dire che i dottori della Sorbonne erano fatti per discutere, il Papa per decidere e i matematici per andare in Paradiso seguendo una linea perpendicolare.

## Opere

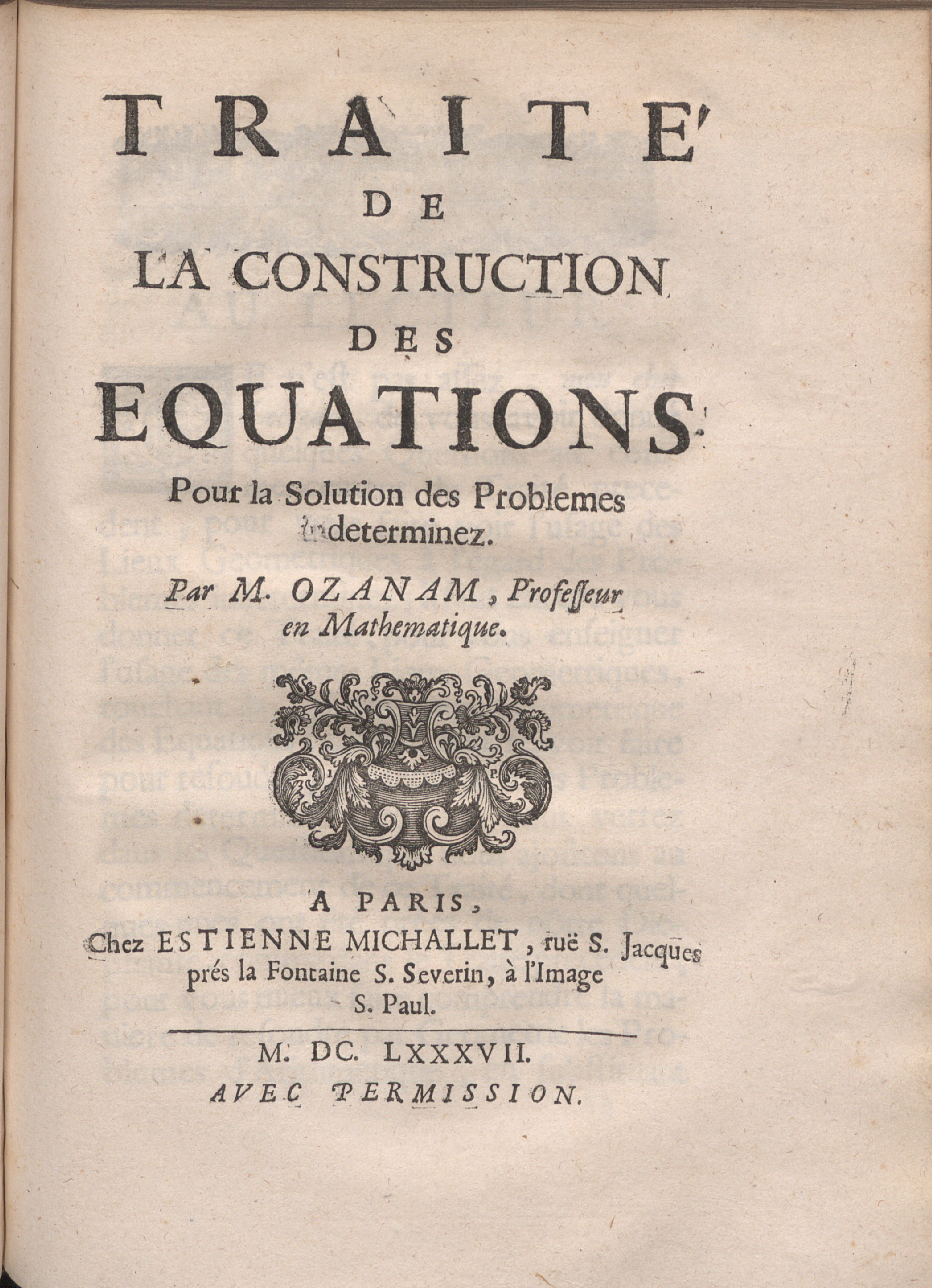
Traité de la construction des equations pour la solution des problemes indeterminez, 1687

- Table des sinus, tangentes, et sécantes (1670)
- Methode générale pour tracer des cadrans (1673)
- Geometrie pratique (1684)
- Traité des lignes du premier genre (1687)
- (FR) Traité de la construction des equations pour la solution des problemes indeterminez, A Paris, Estienne Michallet, Étienne Chardon, 1687.
- (FR) Traité des lieux geometriques, A Paris, Estienne Michallet, 1687.
- (FR) Traité des lignes du premier genre, A Paris, Estienne Michallet, 1687.
- (FR) De l'usage du compas de proportion, a Paris, Estienne Michallet, Chardon Etienne, 1688.
- Dictionnaire mathématique (1691)
- Cours de mathématiques (Paris, 1693, 5 vols, tr. into English, London, 1712)
- Traité de la fortification (Paris, 1694)
- Récréations mathématiques et physiques; 1694, 2 voll.; edizione riveduta a cura di Montucla, 1778, 4 voll.
- Nouvelle Trigonométrie (1698)
- Méthode facile pour arpenter (1699)
- (FR) Nouveaux elemens d'algebre, ou Principes generaux, pour resoudre toutes sortes de problemes de mathematique, a Amsterdam, George Gallet, 1702.
- La Géographie et Cosmographie (1711)
- La Perspective (1711).
- (FR) La trigonometrie rectiligne et spherique; avec les tables des sinus, tangentes et secantes, pour un rayon de 10000000 parties ... Nouvelle édition, revue & corrigée exactement, a Paris, Charles-Antoine Jombert, 1741.